# Jackson Pollock
Paul Jackson Pollock (28. ledna 1912 Cody, Wyoming, USA – 11. srpna 1956 Springs, East Hampton, New York) byl americký abstraktní malíř. 
Svá vrcholná díla vytvořil technikou drippingu, což bylo nalévání nebo nakapávání aluminiové barvy na rozměrné plátno položené na podlaze. Tímto způsobem vznikla složitě strukturovaná plocha nátěrů, na které Pollock používal i další materiály jako drcené sklo, sádru, hřebíky, písek. Rychlé a zdánlivě impulzivní vytváření obrazů, se kterým Pollock přišel, se stalo jedním ze znaků abstraktního expresionismu, hnutí, které zdůrazňovalo spontaneitu při tvorbě. Pro způsob Pollockovy malby se používal termín action painting neboli akční malba.

## Život
Narodil se jako nejmladší, pátý syn Stelly May McClure a LeRoye Pollocka. Rodina často měnila bydliště; jen v letech 1913–1928 se rodina, žijící v té době v Kalifornii, osmkrát stěhovala. Otec byl často nepřítomný a matka byla silně autoritativní osobností. Sourozenci ale velmi drželi spolu.
V roce 1923 jako jedenáctiletý poprvé navštívil indiánskou rezervaci v Arizoně; objevil zde nevšední motivy abstrakce zvané „primitivní umění“ amerických indiánů. Velký vliv na Jacksonův zájem o umění měl bratr Charles (1902–1988), který se rovněž stal malířem. Od roku 1922 začal z Los Angeles, kde bydlel, domů posílat výtisky časopisu The Dial, jehož prostřednictvím získával Jackson informace o moderním umění. V roce 1927 pracoval spolu se svým bratrem Sanfordem jako požární hlídka v lesích Velkého kaňonu.
V této době vyšly najevo jeho sklony k alkoholismu, které ho provázely po celý život. Nejen kvůli němu, ale i pro svou vzpurnou povahu, která ho přiváděla do konfliktů s autoritami, byl několikrát vyloučený z různých škol, mj. z Manual Arts High School v Los Angeles, kterou navštěvoval v letech 1925–1929. Zde studoval na kurzech Fredericka Johna Schwankowského (1885–1974), který prohloubil jeho přehled po abstraktním umění a uvedl ho do teosofických nauk Džiddú Krišnamúrtiho a Rudolfa Steinera, které ho na určitou dobu ovlivnily.
Když byl z Manual Arts High School znovu vyloučen, navštívil s bratry Charlesem a Frankem Pomona College v Claremontu, aby si prohlédli nástěnnou malbu Prométheus od mexického malíře José Clemente Orozca. Mexická nástěnná malba byla jedním z hlavních impulzů určujících směr Pollockovy tvorby. V roce 1930 následoval bratry do New Yorku, kde prožil zbytek života. Zde pokračoval ve vzdělávání na Art Students League of New York. Napřed krátce navštěvoval kurzy sochařství a v listopadu 1930 se zapsal do kurzů Thomase Harta Bentona, představitele směru nazývaného americký regionalismus. Jednalo se o figurální realistické malířství, které stálo v opozici vůči avantgardním směrům. Pollock se s Bentonem spřátelil a navštěvoval ho i poté, co se pedagog v roce 1932 z New Yorku odstěhoval. V létě roku 1932 odjel Pollock do Los Angeles, kde poznal dalšího mexického muralistu, David Alfaro Siqueirose. Nástěnná malba mexických umělců – v roce 1933 sledoval Diega Riveru při práci na malbě pro newyorské Rockefeller Center – Pollocka natolik zaujala, že se v roce 1936 účastnil Siqueirosovy dílny „Laboratory of Modern Techniques in Art“, kterou Mexičan vedl v New Yorku. Zdokonalil se zde v používání syntetických barev a poznal techniku polévání plátna barvou, kterou později rozvinul ve svých „drippings“. V té době byl přesvědčený, že budoucnost malířství představuje nástěnná malba.
Na naléhání bratra Sanforda absolvoval v prosinci 1937 detoxikační kúru. Bez valného výsledku, v létě příštího roku se z alkoholismu léčil v Bloomingdale Insane Asylum v New Yorku. Výsledek však přinesla až psychoterapie u psychologa Josepha L. Hendersona (1903–2007), zástupce analytické psychologie C. G. Junga, kterou absolvoval počátkem roku 1939. Pollock nedokázal vždy popsat své stavy verbálně, proto Hendersonovi přinášel kresby odrážející jeho niterné pocity. Jejich soubor přešel do dějin umění pod názvem „psychoanalytické kresby“. Po Hendersonově odchodu z New Yorku pokračoval v léčbě u dalšího psychologa, Violeta Stauba de Laszlo.V květnu 1939 viděl Picassovu Guernicu. Reflexe tohoto obrazu se pak objevují na několika Pollockových obrazech. V roce 1941 navštívil výstavu „Indiánské umění ve Spojených státech“, pořádanou Muzeem moderního umění. Zde ho zaujaly obrazy indiánů kmene Navaho, vytvářené na podlaze pomocí písku. To byl další zdroj inspirace pro jeho pozdější drippings.
V říjnu 1942 byl v galerii McMillen zastoupený na výstavě „Americké a francouzské malířství“, které se zúčastnila také jeho pozdější manželka Lee Krasnerová, v té době známější než Pollock. Poté, co se Pollockův bratr Sand odstěhoval s rodinou do Connecticutu, začali oba malíři žít v jeho bytě na Eight Street. Stále se však potýkali s existenčními potížemi: Ve druhé polovině roku 1942 pracoval Pollock jako čistič válečků v jedné tiskárně a rok nato také jako hlídač v Museum of Non-Objective Painting, předchůdci Guggenheimova muzea.

Důležité pro Pollocka bylo seznámení s Peggy Guggenheimovou (1898–1979), která sbírala obrazy současných evropských a amerických malířů a vlastnila galerii na Manhattanu s názvem The Art of This Century Gallery (Galerie umění tohoto století). Z podnětu Pieta Mondriana zahrnula v roce 1943 do výstavy Spring Salon for Young Artists (Jarní salón pro mladé umělce) i Pollockův obraz Stenographic Figure (Stenografická postava), ještě téhož roku mu uspořádala samostatnou výstavu a stala se smluvně jeho galeristkou. V roce 1944 zakoupilo Museum of Modern Art dílo She-Wolf (Vlčice). Krasnerová ho v té době přiměla, aby podstoupil homeopatickou kůru, která mu měla pomoci od návyku na alkohol. 

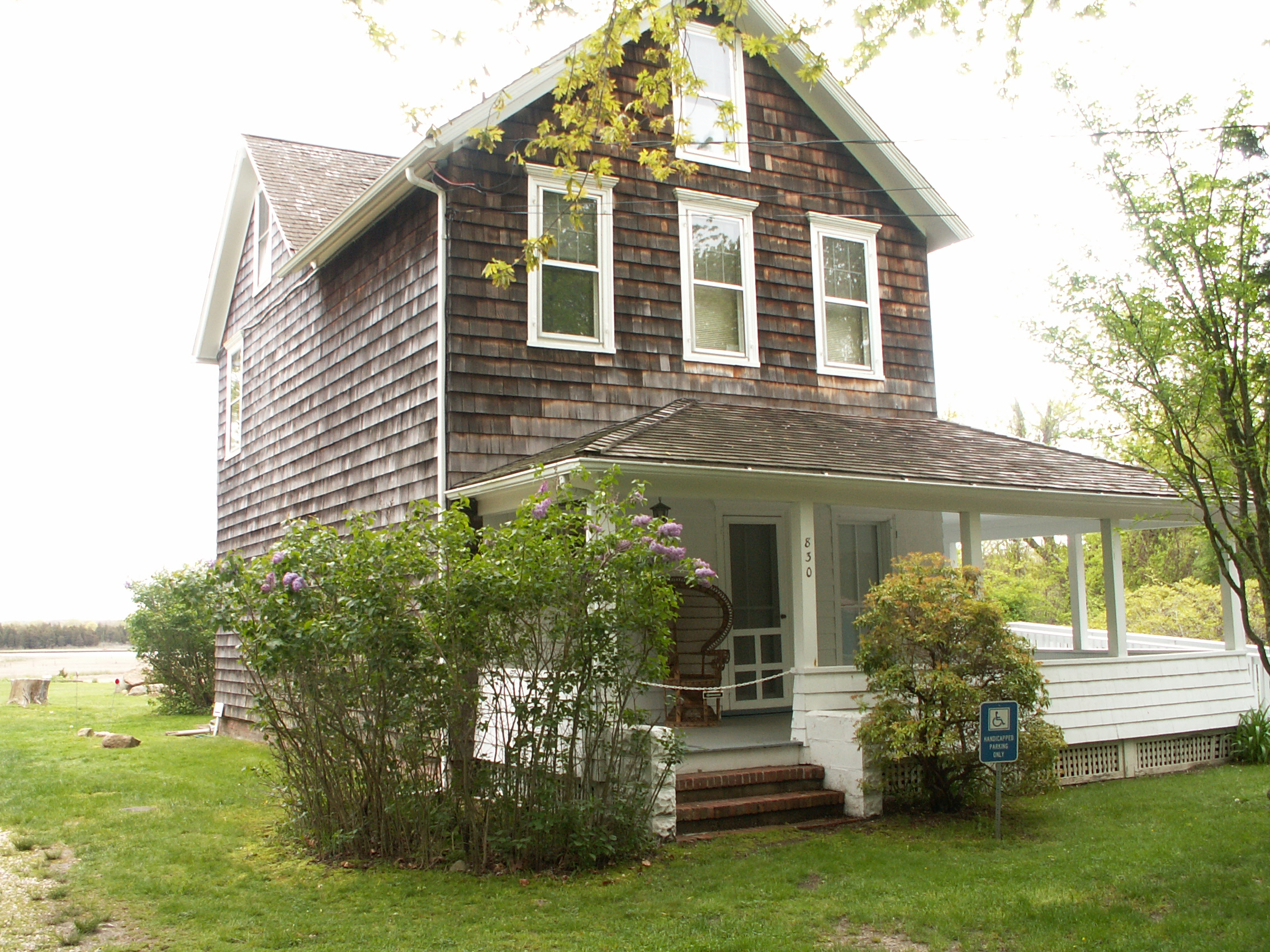
Pollockův a Krasnerové dům ve Springs

 V říjnu 1945 se Krasnerová s Pollockem vzali a měsíc nato se odstěhovali na ostrov Long Island. V jeho východní části v osadě Springs zakoupili dům se stodolou, prostředky na nákup získali z hypotéky a půjčky od Peggy Guggenheimové. V rozlehlé stodole si Pollock zřídil ateliér, kde mohl vytvářet své velkoformátové obrazy. Dnešní poloha stodoly však není původní. Manželé ji přestěhovali, protože jim stínila ve výhledu. Springs se pak stalo místem, kde se usazovali i další američtí umělci. Dokladem rostoucí Pollockovy prestiže bylo první zastoupení na pravidelné „Annual Exhibition of Contemporary American Painting“ (Výroční výstava současného amerického malířství), pořádané v roce 1946 ve Whitney Museum of American Art.
Rok 1947 byl pro Pollocka významný především tím, že začal malovat metodou „drippings“ (z angl. „to drip“ – kapat, vylít). Spočívala v tom, že malíř nechával ze špachtlí či tyček skapávat praménky barvy na plátno, položené na podlaze, ze všech stran. Proběhla také jeho poslední výstava v galerii Peggy Guggenheimové, která se rozhodla odjet do Evropy. Jeho novou galeristkou se stala Betty Parsons (1900–1982), u které měl hned následujícího roku 1948 samostatnou výstavu. Absolvoval rovněž další protialkoholickou kůru. Tím začalo jeho z uměleckého hlediska nejplodnější období, které trvalo čtyři roky. Ukončil je další záchvat alkoholismu, který propukl na večírku pořádaném v listopadu 1950 při příležitosti dokončení práce na dokumentárním filmu Hanse Namutha (1915–1990), který Pollocka při malování natáčel a fotografoval. Poté až do konce života maloval Pollock už jen sporadicky.
Mezitím byl v roce 1949 zastoupený na důležité výstavě „The Intrasubjectives“ v galerii Samuela M. Kootze (1898–1982), na které vystavovali také Arshile Gorky, Willem de Kooning, Robert Motherwell, Ad Reinhardt, Mark Rothko a další; tato akce prezentovala práce umělců, pro jejichž tvorbu razil kritik Robert Coates (1897–1973) termín abstraktní expresionismus.V témže roce vyšel v časopisu Life o Pollockovi rozsáhlý materiál s titulkem: „Jackson Pollock: Je to největší žijící malíř ve Spojených státech?“ V roce 1950 se zúčastnil několika výstav, mj. Benátského bienále, P. Guggenheimová mu rovněž v Benátkách uspořádala samostatnou výstavu.
V dalších letech maloval Pollock málo a od roku 1954 takřka vůbec. Přesto byly jeho obrazy zastoupeny na prestižních výstavách v USA i v Evropě. Pokud měl samostatnou výstavu, měla spíše charakter retrospektivy, protože z nové tvorby ji nebylo možné sestavit. To byl i případ první výstavy u Pollockova nového galeristy Sidney Janise (1896–1989), která se uskutečnila roku 1952. V témže roce proběhla velká retrospektiva Pollockova díla v Bennington College v Benningtonu ve státě Vermont. Kurátorem výstavy byl vlivný kritik Clement Greenberg, který byl první, kdo Pollockovo dílo ocenil, psal o něm a přátelil se s ním. Putovní výstava „12 současných amerických malířů a sochařů“, kde byl Pollock zastoupený, představila v roce 1953 práce amerických abstraktních expresionistů i v Evropě – hostila ji Paříž, Oslo, Curych, Düsseldorf, Stockholm a Helsinky. V roce 1954 už Pollock téměř přestal malovat. Ačkoliv na své třetí výstavě u Janise vystavil několik nových pláten, měla výstava opět spíše charakter retrospektivy.
Lee Krasnerová, která měla v roce 1955 samostatnou výstavu v newyorské Stable Gallery, se v červenci 1956 rozhodla odletět do Evropy. Za její nepřítomnosti se k Pollockovi nastěhovala jeho milenka, mladá malířka Ruth Kligmanová (1930–2010). Dne 11. srpna téhož roku narazil automobil, řízený opilým malířem, do stromu. Pollock a kamarádka Kligmanové zemřeli, Kligmanová sama nehodu přežila s těžkým zraněním. Pollock byl pohřben ve Springs, na hřbitově Green River. Plánovaná velká retrospektiva, na jejíž realizaci měl Pollock spolupracovat, se v Muzeu moderního umění uskutečnila na přelomu let 1956 a 1957 jako posmrtná. V roce 1985 byla založena Nadace Jacksona Pollocka a Lee Krasnerové.

## Umění

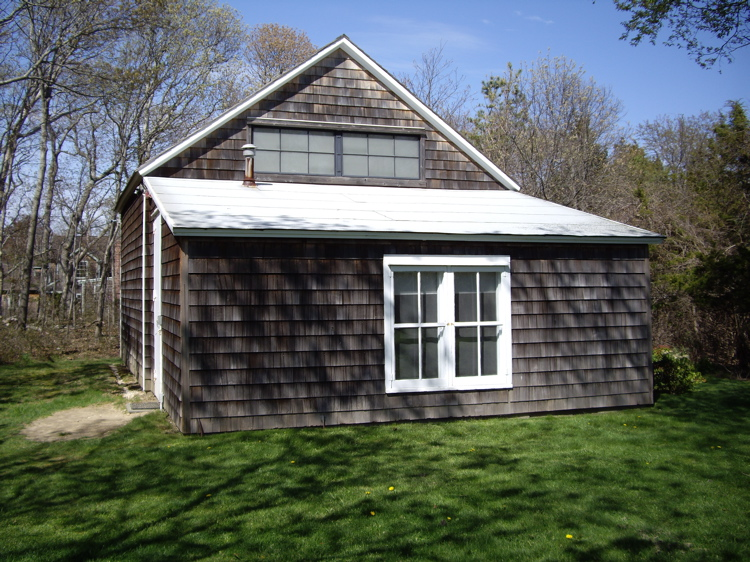
Stodola ve Springs, kde od roku 1945 Pollock maloval

Pollockovo dílo čerpalo v průběhu doby z mnoha zdrojů. Jeho tvorba se pokoušela o syntézu mexického umění a umění severoamerických indiánů s evropským avantgardním uměním, zejména surrealismem. Významné bylo v roce 1937 jeho setkání s malířem Johnem D. Grahamem (1886–1961), který v něm prohloubil zájem o dílo Carla Gustava Junga a zasvětil ho do základů šamanismu, indiánské magie a rituálů.
Pollockovy počátky však jsou spjaté s tzv. americkým regionalismem. Jeho učitel na newyorské Art Students League Thomas Hart Benton byl předním zástupcem tohoto směru v malířství. Rané Pollockovy obrazy, jejichž námětem bývají realistické výjevy ze života v Americe, vznikly evidentně pod Bentonovým vlivem. Postupem doby Pollock tuto tematiku opouštěl, zůstal mu však smysl pro rytmickou, dynamickou kompozici. V New Yorku přišel Pollock do styku s dílem mexických muralistů José Clemente Orozca a Davida Alfara Siqueirose. Experimentální techniky, které používali, tvorba velkoformátových obrazů a používání průmyslových nátěrových hmot, to vše mělo trvalý dopad na Pollockovu práci.
Další významný vliv na Pollocka měl surrealismus. Jeho důraz na nevědomí při vytváření uměleckého díla se shodoval s jeho vlastní zkušeností. Jako součást léčby alkoholismu absolvoval Pollock několikrát psychoanalýzu; jeho terapeuti, kteří byli stoupenci učení švýcarského psychiatra Carla Gustava Junga, ho přiměli analyzovat své kresby a hledat v nich své nevědomé psychické procesy. Surrealističtí umělci také doufali, že proniknou do nevědomí pomocí automatismu, techniky, při níž umělcova ruka putuje po celém povrchu malby s co nejmenší vědomou kontrolou. V raných dílech jako Vlčice (1943, Muzeum moderního umění, New York), kombinoval Pollock surrealistický automatismus s tématy svého zájmu, jakými byly antické sochařství, indiánské mýty a díla španělského umělce Pabla Picassa. Do roku 1946 tak tvořil Pollock pod vlivem nejrůznějších uměleckých směrů a umělců: zajímala ho theosofie, šamanismus amerických indiánů a jejich primitivní umění, učení Carla Gustava Junga, surrealismus. Z evropských umělců to byli zejména Max Ernst, André Masson, Pablo Picasso, Salvador Dalí, Joan Miró a Hans Hofmann.
Po přestěhování na Long Island v roce 1947 začal Pollock vytvářet své charakteristické velkoformátové abstraktní obrazy. Položil plátno na podlahu a ze všech stran naléval barvu přímo na něj. Tato nová metoda byla zčásti odvozena od jeho zájmu o indiánské pískové malby, které jsou vytvořeny na zemi pomocí písku různých barev, vypuštěného z ruky. Pro tuto Pollockovu metodu se ujal název „dripping“, nicméně nebyl prvním, kdo ji použil – před ním např. Max Ernst. Typický pro toto období je obraz Podzimní rytmy (1950, Metropolitní muzeum umění, New York). Jeho abstrakce spočívá v tom, že neobsahuje žádný přímý odkaz na vnější svět. Pollock ho nicméně popsal jako pokus vyvolat rytmickou energii z přírody (jak naznačuje název – rytmus podzimu).

Kritik Harold Rosenberg (1906–1978) pro Pollockův způsob malby použil termín akční malba (action painting). Tento pojem se poprvé objevil v jeho článku z roku 1952, nazvaném The American Action Painters. Zde Rosenberg definoval malbu jako akci. Druhým soudobým směrem v USA bylo tehdy „color field painting“ (malba barevných polí). Představitelé tohoto proudu – Mark Rothko, Barnett Newman a Clyfford Still – zaplňovali plátna barevně jednolitými barevnými poli; věřili na emocionální působení barvy.

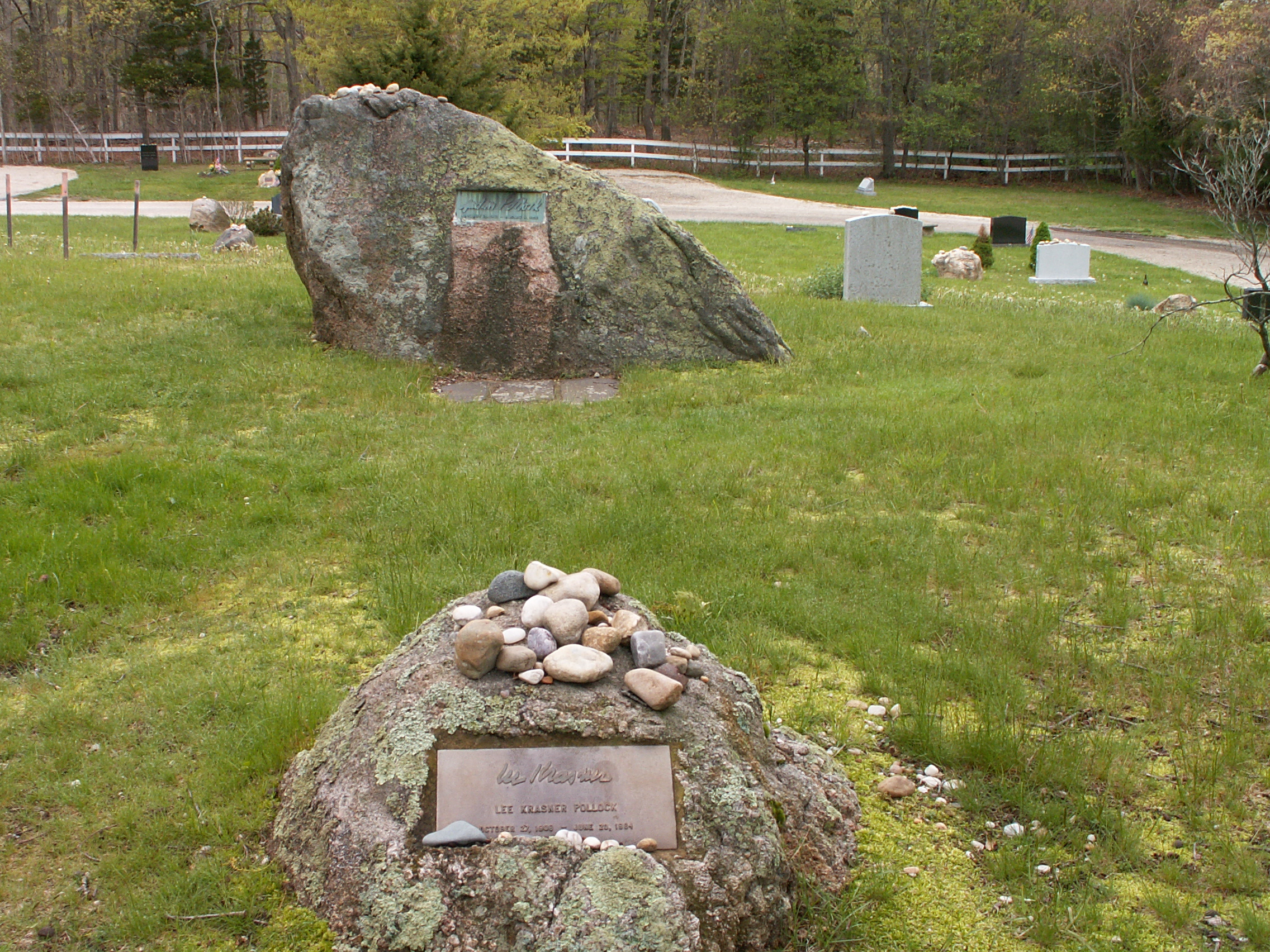
Náhrobky Krasnerové a Pollocka ve Springs

Pollock zesiloval dynamiku svých obrazů kompozicemi, které kladly stejný důraz na všechny části obrazu a nenabízely tak vizuální střed pozornosti. Ačkoliv soudobá umělecká kritika často považovala Pollocka za čistě impulzivního umělce, ve skutečnosti při tvorbě svých celoplošných kompozic používal racionální kalkul. Chtěl dosáhnout takového výsledku, aby nebyla zdůrazněna jedna část obrazu na úkor jiných. Pro toto pojetí se vžil název „all-over-painting“ (celoplošná malba).
Ačkoli stále pracoval technikou „drippings“, vrátil se Pollock v roce 1951 částečně k figuraci. Příkladem je obraz Portrét a sen (1953, Dallas Museum of Art). Proplétající se proudy černé barvy na levé straně plátna jsou zcela abstraktní, zatímco na pravé straně obrazu tvoří tyto černé linie hlavu ženy, kterou pak malíř vyplnil červenými, žlutými, růžovými a šedými skvrnami. V posledních osmnácti měsících života už Pollock nenamaloval takřka nic.
Pollockovo dílo mělo vliv na pozdější americké umělce. Malíři směru color-field painting Helen Frankenthaler a Morris Louis používali jeho techniku drippings. Frank Stella a Robert Morris udělali z celoplošné malby jeden z charakteristických znaků minimalismu. Sochaři Richard Serra a Eva Hesse a akční umělec Allan Kaprow převzali Pollockův důraz na proces tvorby a akcentovali ho ještě ve větší míře. K Pollockovu dílu se hlásil rovněž experimentální hudební skladatel Morton Feldman.

### Obrazy (výběr)
Wikipedie nemá licenci na reprodukování Pollockových obrazů. Je ale možné je studovat na některém z externích odkazů.
- T. P.’s Boat in Menemsha Pond (T. P.’s-ova loďka v rybníku v Menemshe), 1934, 11 × 16 cm, New Britain Museum of American Art, New Britain, Connecticut.
- Orange Head (Oranžová hlava), asi 1938–1941, 48 × 40 cm, The Pollock-Krasner Foundation, New York.
- Moon-Woman (Měsíční žena), 1942, 175 × 109 cm, Sbírka Peggy Guggenheimové, Benátky.
- Guardians of the Secret (Strážci tajemství), 1943, 123 × 192 cm, San Francisco Museum of Modern Art.
- Composition with Pouring II (Kompozice s vylitím II), 1943, 64 × 56 cm, Hirshorn Museum and Sculpture Garden, Washington.
- The Tea Cup (Šálek čaje), 1946, 102 × 71 cm, 1946, Museum Frieder Burda, Baden-Baden.
- Number 15, 1948: Red, Gray, White and Yellow (Číslo 15, 1948: Červená, šedá, bílá, žlutá), 1948, 57 × 78 cm, Virginia Museum of Fine Arts, Richmond.
- Portrait and a Dream (Portrét a sen), 1953, 146 × 342 cm, Dallas Museum of Art.

## Pollock ve filmu
- Jackson Pollock 51, dokument, 11 min., režie Hans Namuth, 1951.
- Jackson Pollock, dokument, 52 min., režie Kim Evans, 1987.
- Jackson Pollock: Love and Death on Long Island, dokument, 46 min., režie Teresa Griffiths, 1999.
- Pollock, hraný film, 122 min., režie a titulní postava Ed Harris, 2000.